# ليف هانسون
ليف هانسون (بالسويدية: Leif Hansson)‏ هو دراج سويدي، ولد في 18 مارس 1946 في يستاد في السويد.

## وصلات خارجية
- ليف هانسون على موقع أرشيف الدراجات (الإنجليزية)
- ليف هانسون على موقع إحصائيات الدراجات الإحترافية (الإنجليزية)
- ليف هانسون على موقع أوليمبيديا (الإنجليزية)
- ليف هانسون على موقع اللجنة الأولمبية السويدية (السويدية)